# リバーヒルソフト
株式会社リバーヒルソフト（Riverhill Soft inc.）は、かつて存在したゲームソフト開発会社である。

## 概要
1982年に福岡県福岡市で創業。社名の「リバーヒル」は「川の中の丘」、つまり流行に流されず独自のスタンスを目指すという意味を込めている。
創業当初は、開発がリバーヒルソフト、発売がユニオンプランニングという形で作品を世に発表してきたが、1985年の『リザード』移植版発売を機に自社販売に切り替えた。
主な作品に『殺人倶楽部』『琥珀色の遺言』など。アドベンチャーゲームの全盛期だった1980年代当時、主にシナリオは株式会社シング立ち上げメンバーである鈴木理香が担当した、ハードボイルドタッチの推理物が多かった。
しかし度重なるスタッフの独立によって製作力が低下し、経営が悪化。2000年からは携帯電話向けコンテンツ事業に方針転換を行ったものの、2004年3月に株式会社アルティに営業を譲渡、同年6月に破産宣告を受けた。

## 作品一覧
特にゲームジャンルについて言及がないものは全てアドベンチャーゲーム。また、対応機種および発表年は最初にリリースされた機種用に基づいて記述する。
1983年
- アストロロジー・スクランブル（PC-88）
- ズーム イン スペース（PC-88） - 3Dシューティングゲーム
- 巨大地震（PC-88） - シミュレーションゲーム
- あどべんちゃーイン博多（PC-88）

1984年
- 手掛かりを探せ!（PC-88）
- ザ・ストレイストーリー（PC-88）
- Gメン 記憶を探せ!（PC-88）
- 黒猫荘相続殺人事件（PC-88）
- 白バラ連続殺人事件（PC-88）
- 狼男殺人事件（PC-88）

1985年
- ジャグラー・ストーン（PC-88）
- ゾーディアック（PC-88）
- バル・トラッド（PC-88）

1986年
- アグレス（PC-88） - ゾーディアックの続編
- 殺人倶楽部（PC-98） - J.B.ハロルドシリーズ #1

1987年
- マンハッタンレクイエム（PC-98） - J.B.ハロルドシリーズ #2
- キス・オブ・マーダー 殺意の接吻（PC-98） - J.B.ハロルドシリーズ（シリーズ3作品目だが、位置付けは「マンハッタンレクイエム」の番外編であり、シリーズナンバーは与えられていない）
- デス・フォース（FM77AV） - FM77AV専用アクションロールプレイングゲーム

1988年
- 琥珀色の遺言（PC-98） - 1920シリーズ 藤堂龍之介探偵日記 #1

1989年
- D.C. コネクション（PC-98） - J.B.ハロルドシリーズ #3
- BURAI（PC-88、上巻） - ロールプレイングゲーム

1990年
- BURAI（PC-88、下巻） - ロールプレイングゲーム
- 黄金の羅針盤（PC-98） - 1920シリーズ 藤堂龍之介探偵日記 #2

1991年
- KIGEN 輝きの覇者（PC-98） - ロールプレイングゲーム

1992年
- プリンセス・ミネルバ（PC-98） - ロールプレイング
- トップをねらえ! GunBuster VOL.1（PCエンジン）

1993年
-   - トップをねらえ! GunBuster VOL.2（PCエンジン）

- フェイスボール2000（ゲームギア） - アクションゲーム
- 機動警察パトレイバー〜グリフォン篇（PCエンジン）

1994年
- ドクターハウザー（3DO）

1995年
- ブルー・シカゴ・ブルース（3DO） - J.B.ハロルドシリーズ #4
- ドラえもん 友情伝説ザ・ドラえもんズ（3DO） - ロールプレイングゲーム

1996年
- OverBlood（PS）

1997年
- ワールド・ネバーランド 〜オルルド王国物語〜（PS） - ロールプレイングゲーム
- リフレインラブ（PS） - 恋愛シミュレーションゲーム

1998年
- OverBlood2（PS）

1999年
- ワールド・ネバーランド2 〜プルト共和国物語〜（PS） - ロールプレイングゲーム
- リフレインラブ2（PS） - 恋愛シミュレーションゲーム
- クレイマン ガンホッケー（PS、11月25日） - アクションゲーム
- バーミリオン・デザート（DC、12月2日） - シミュレーションRPG

2000年
- ワーネバ・アイランド（PS） - 育成シミュレーションゲーム

他社作品移植
1985年
- リザード - クリスタルソフトのPC-6001用ロールプレイングゲームをPC-8801・PC-9801へ移植

1996年
- 伝説のオウガバトル - クエストのスーパーファミコン用シミュレーションRPGをセガサターンへ移植
- タクティクスオウガ - クエストのスーパーファミコン用シミュレーションRPGをセガサターンへ移植

海外ローカライズ
1998年
- クレイマン・クレイマン ～ネバーフッドの謎～（PS、4月23日）
- クレイマン・クレイマン2 ～スカルモンキーのぎゃくしゅう～（PS、8月13日） - アクションゲーム

1999年
- エイブ'99（PS、8月26日） - アクションゲーム

## 関連人物
- 日野晃博